# Буцко, Пётр Александрович
Пётр Александрович Буцко (род. 3 января 1925) — советский военный инженер, специалист по баллистике и математическому обеспечению автоматизированных систем управления, полковник-инженер (1972), кандидат технических наук (1968). Лауреат Государственной премии СССР (1981).

## Биография
Родился 3 января 1925 года в селе Слобода-Петровка Гребенковского района Полтавской области.
С 1943 года призван в ряды Рабоче-крестьянской Красной армии и направлен в действующую армию. С 1944 по 1945 год участник Великой Отечественной войны в составе пехотного полка 8-го гвардейского танкового корпуса на рядовых и сержантских должностях. Воевал на 1-м Украинском фронте, 1-м и 2-м Белорусском фронтах. С 1946 по 1947 год служил в Группе Советских войск в Германии в составе 148-го отдельного батальона связи в должности заведующего делопроизводством штаба батальона и старшиной роты управления при штабе батальона. С 1947 по 1950 год обучался в Киевском высшем инженерном радиотехническом училище ВВС Советской Армии. С 1950 по 1956 год служил в составе Киевской зоны ПВО в должности авиационного техника 146-го гвардейского истребительного авиационного полка ПВО.
С 1956 по 1959 год обучался в Военно-воздушной инженерной академии имени профессора Н. Е. Жуковского. С 1959 года служил в Ракетных войсках стратегического назначения СССР. С 1959 по 1972 год на научно-исследовательской работе в НИИ-4 Министерства обороны СССР в качестве научного сотрудника, с 1960 по 1964 год — начальник Научно-исследовательской лаборатории, с 1964 года — заместитель начальника и с 1965 по 1970 год — начальник научно-исследовательского отдела, с 1970 по 1972 год — заместитель начальника управления НИИ-4 МО СССР. В 1968 году П. А. Буцко защитил диссертацию на соискание учёной степени кандидат технических наук, в 1971 году ВАК СССР ему было присвоено учёное звание старший научный сотрудник.
С 1972 по 1986 год на научно-исследовательской работе в 50-м ЦНИИ космических средств Министерства обороны СССР в качестве заместителя начальника и начальника баллистического управления. П. А. Буцко являлся автором более ста научных работ, в том числе шестнадцать авторских свидетельств на изобретения. Под его руководством было защищено около пяти кандидатских диссертации. П. А. Буцко принимал непосредственное участие в запусках всех пилотируемых космических аппаратов и искусственных спутников Земли военного назначения. В 1981 году Постановлением ЦК КПСС и СМ СССР за разработку и создание технических средств и методов управления полетом пилотируемых космических кораблей и базовых станций, обеспечивших выполнение советских и международных экспедиций в процессе длительного полета комплекса «Салют-6» — «Союз» — «Прогресс» П. А. Буцко был удостоен Государственной премии СССР.
С 1986 года в запасе Вооружённых Сил СССР.

## Награды, звания
- Орден Отечественной войны II степени (1985)
- Орден «За службу Родине в Вооружённых Силах СССР» III (1975)
- Орден «Знак Почёта» (1970)
- Медаль «За боевые заслуги»
- Медаль «За взятие Кёнигсберга»
- Медаль «За победу над Германией в Великой Отечественной войне 1941—1945 гг.»
- Государственная премия СССР (1981)
- Почётный радист (1976)[1]